# Paweł Charucki
Paweł Charucki (ur. 14 października 1988) – polski kolarz szosowy. W sezonie 2013 zawodnik grupy CCC Polsat Polkowice. Pochodzi z kolarskiej rodziny – jest synem Henryka Charuckiego, zwycięzcy Tour de Pologne. 

## Osiągnięcia

### 2010
- 1. miejsce w Mistrzostwach Polski U-23
- 2. miejsce w Kryterium Ruda Śląska U-23

### 2009
- 1. miejsce w Kryterium Twardogóra
- 1. miejsce w Wyścigu Polska-Ukraina - Klasyfikacja Górska
- 2. miejsce w Kryterium Zielona Góra
- 3. miejsce w Pucharze Gminy Czarnica
- 3. miejsce w Kryterium Ruda Śląska U-23
- 5. miejsce w Grand Prix Jasna Góra
- 5. miejsce w Criterium Cuprum Cup
- 21. miejsce w Wojskowych Mistrzostwach Świata

### 2008
- 1. miejsce w Szlakiem Walk Majora Hubala - Klasyfikacja Generalna U-23
- 4. miejsce w Szlakiem Walk Majora Hubala - Klasyfikacja Generalna
- 4. miejsce na 1. etapie Szlakiem Walk majora Hubala
- 7. miejsce w Karpacki Wyścig Kurierów - Klasyfikacja Generalna
- 8. miejsce w Górskich Mistrzostwach Polski
- 22. miejsce w Wojskowych Mistrzostwach Świata